# Stefan Obradović
Stefan Obradović (in serbo Стефан Обрадовић?; Belgrado, 9 ottobre 2003) è un calciatore serbo, difensore del Vizela.

## Carriera

### Club
Il 4 luglio 2025 viene acquistato a titolo definitivo dalla squadra portoghese del Vizela.

## Statistiche

### Presenze e reti nei club
Statistiche aggiornate al 17 maggio 2025.
| Stagione                  | Squadra                   | Campionato                | Campionato | Campionato | Coppe nazionali | Coppe nazionali | Coppe nazionali | Coppe continentali | Coppe continentali | Coppe continentali | Altre coppe | Altre coppe | Altre coppe | Totale | Totale |
| Stagione                  | Squadra                   | Comp                      | Pres       | Reti       | Comp            | Pres            | Reti            | Comp               | Pres               | Reti               | Comp        | Pres        | Reti        | Pres   | Reti   |
| ------------------------- | ------------------------- | ------------------------- | ---------- | ---------- | --------------- | --------------- | --------------- | ------------------ | ------------------ | ------------------ | ----------- | ----------- | ----------- | ------ | ------ |
| 2022-2023                 | Železničar Pančevo        | PL                        | 19         | 1          | CS              | 2               | 0               | -                  | -                  | -                  | -           | -           | -           | 21     | 1      |
| 2023-2024                 | Železničar Pančevo        | SL                        | 20         | 1          | CS              | 1               | 0               | -                  | -                  | -                  | -           | -           | -           | 21     | 1      |
| Totale Železničar Pančevo | Totale Železničar Pančevo | Totale Železničar Pančevo | 39         | 2          |                 | 3               | 0               |                    | -                  | -                  |             | -           | -           | 42     | 2      |
| 2024-2025                 | OFK Belgrado              | SL                        | 17         | 0          | CS              | 2               | 0               | -                  | -                  | -                  | -           | -           | -           | 19     | 0      |
| 2025-2026                 | Vizela                    | SL                        | 0          | 0          | CP+CdL          | 0               | 0               | -                  | -                  | -                  | -           | -           | -           | 0      | 0      |
| Totale carriera           | Totale carriera           | Totale carriera           | 56         | 2          |                 | 5               | 0               |                    | -                  | -                  |             | -           | -           | 61     | 2      |